# Alain Deneault
Alain Deneault es un autor francocanadiense de Quebec. Es conocido por su libro Noir Canada: Pillaje, corrupción y criminalidad, y los procesos judiciales que siguieron a su publicación.
Deneault instruye en el Departamento de Ciencias Políticas de la Universidad de Montreal.

## Biografía
Deneault nació en Outaouais, Quebec. Tiene un doctorado de investigación del Centro Marc Bloch, Berlín, y un doctorado en filosofía de la Universidad de París, bajo la supervisión de Jacques Rancière. Sus estudios se centraron en la filosofía de Alemania del siglo XIX, y de Francia en el siglo XX, particularmente la obra de Georg Simmel. Reside en Montreal, donde enseña sociología en la Universidad de Quebec, afiliado al Departamento de Ciencia Política. 
Ha escrito varios libros sobre temas relacionados con las finanzas internacionales, la globalización, las empresas transnacionales y los paraísos fiscales de las empresas. En 1999, Deneault fue orador sobre globalización, en la Ronda del Milenio de la Conferencia Mundial de la Organización de Comercio en Seattle. En libro Noir Canada: pillaje, corrupción y criminalidad, escrito por Deneault, Delphine Abadie y William Sacher, y publicado en 2008 por Les Éditions Écosociété Inc., se refiere a las actividades de las empresas mineras canadienses en África.

## Demandas
Tras la publicación de Noir Canada, la empresa minera Barrick Gold envió a Écosociété una carta amenazante sobre supuestas inexactitudes en la descripción que hace el libro de los desalojos en la mina de oro de Mina Bulyanhulu en Tanzania en 1996. El lanzamiento del libro fue aplazado en consecuencia, pero el editor se las arregló para distribuir 1.700 copias. Barrick presentó una demanda de USD$6 millones en contra de los autores y el editor por difamación.
La demanda ha sido considerada por algunos como una demanda estratégica contra la participación pública (SLAPP). El 12 de agosto de 2011, el Tribunal Superior de Quebec dictaminó que "Barrick parece estar tratando de intimidar a los autores"; que la demanda era "aparentemente abusiva"; y que Barrick debe pagar alos autores y al editor USD$143.000  para preparar su defensa . El 18 de octubre de 2011 Barrick, los autores y el editor llegaron a un acuerdo fuera de la corte, que incluía un pago a Barrick y cesar la publicación del libro. Deneault manifestó a la prensa que los autores habían estado de acuerdo con la liquidación para poner fin a las actuaciones judiciales, de manera que pudieran "volver a tener nuestras discusiones en la esfera pública, en lugar de en la sala del tribunal".
En mayo de 2008, una coalición de organizaciones de Quebec se formó para impulsar una legislación anti-SLAPP. La demanda de Barrick contra Écosociété (que se unió a la coalición) ayudó a crear conciencia sobre la causa. El 4 de junio de 2009 Quebec aprobó un proyecto de ley anti-SLAPP llamaoa "Ley para enmendar el Código de Procedimiento Civil para prevenir el uso indebido de los tribunales y promover la libertad de expresión y la participación ciudadana en el debate público".
En junio de 2008 otra compañía minera, Banro Corporation, demandó a los autores y al editor de contenido presuntamente difamatorio de Noir Canada, por USD$5 millones. El juicio se realizó en tribunales de Ontario, a pesar de que menos de 100 copias del libro fueron distribuidos en la provincia. El editor apeló a la Corte Suprema para repatriar la demanda a Quebec —en parte por su legislación anti- SLAPP recientemente aprobada—, pero se le negó. En 2013, el proceso terminó con un acuerdo fuera de la corte que implica que Écosociété indemnice a Banro.
En febrero de 2010 Barrick Gold envió una carta amenazando con acciones legales a todos los involucrados en el libro Imperial Canada Inc.: Legal Haven of Choice for the World's Mining Industries, una traducción al inglés de un libro de Deneault y William Sacher, también sobre la industria minera canadiense.